# Національна асамблея (Кенія)
Національна асамблея — нижня палата парламенту Кенії. Двопалатним він став у 1966 році, а до того він був однопалатним.
Парламент має 349 місць. Депутати обираються від 290 виборчих округів, 47 жінок обираються з округів ще 12 висуваються кандидатами окремо.
Вищий суд Кенії зобов'язав законодавчий орган увести гендерні квоти, загрожуючи розпуску парламенту в середині 2010-х років після уведення Конституції 2010 року.

## Комітети
Парламентські комітети

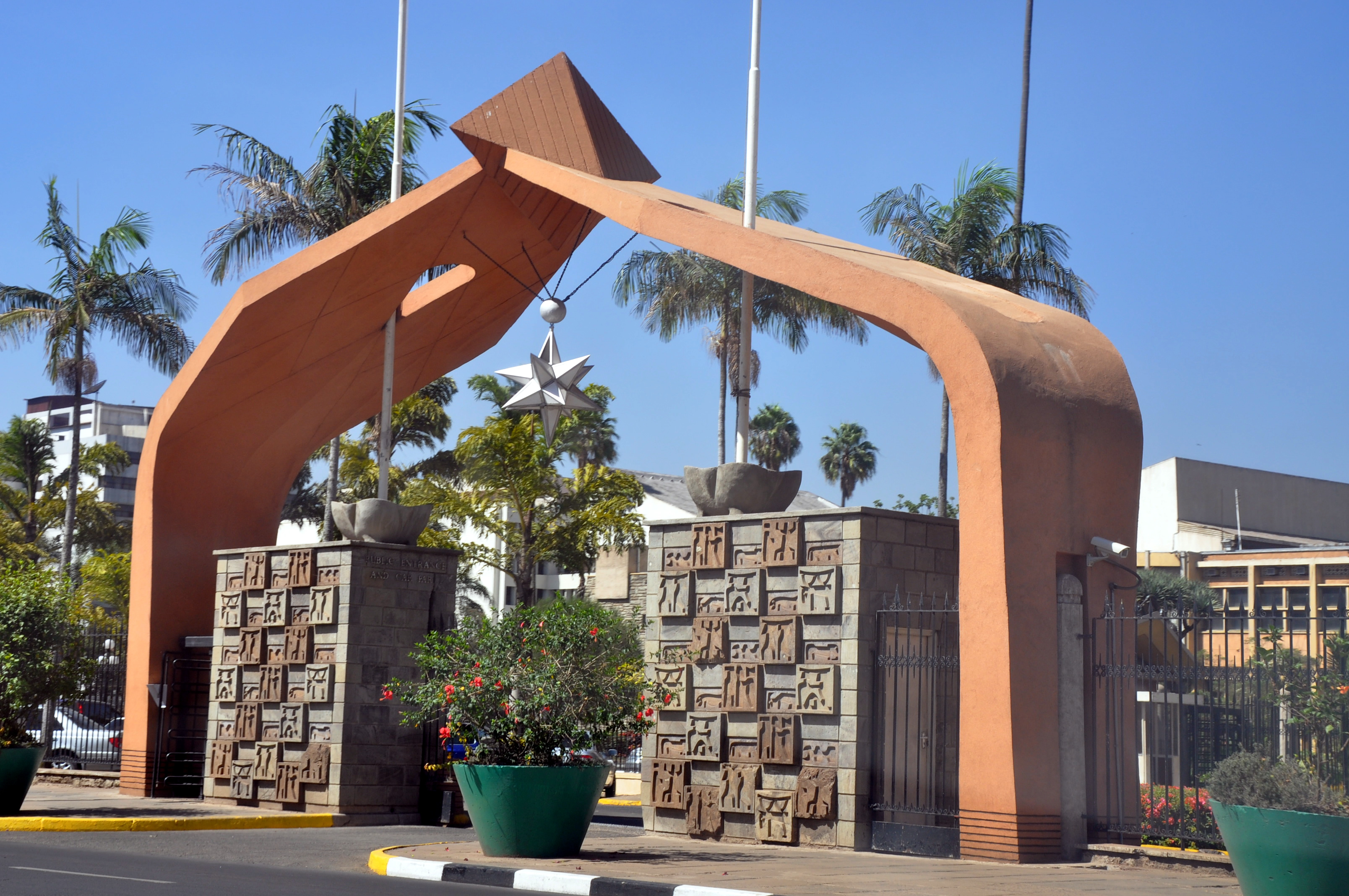
Вхід до будівель парламенту, Найробі

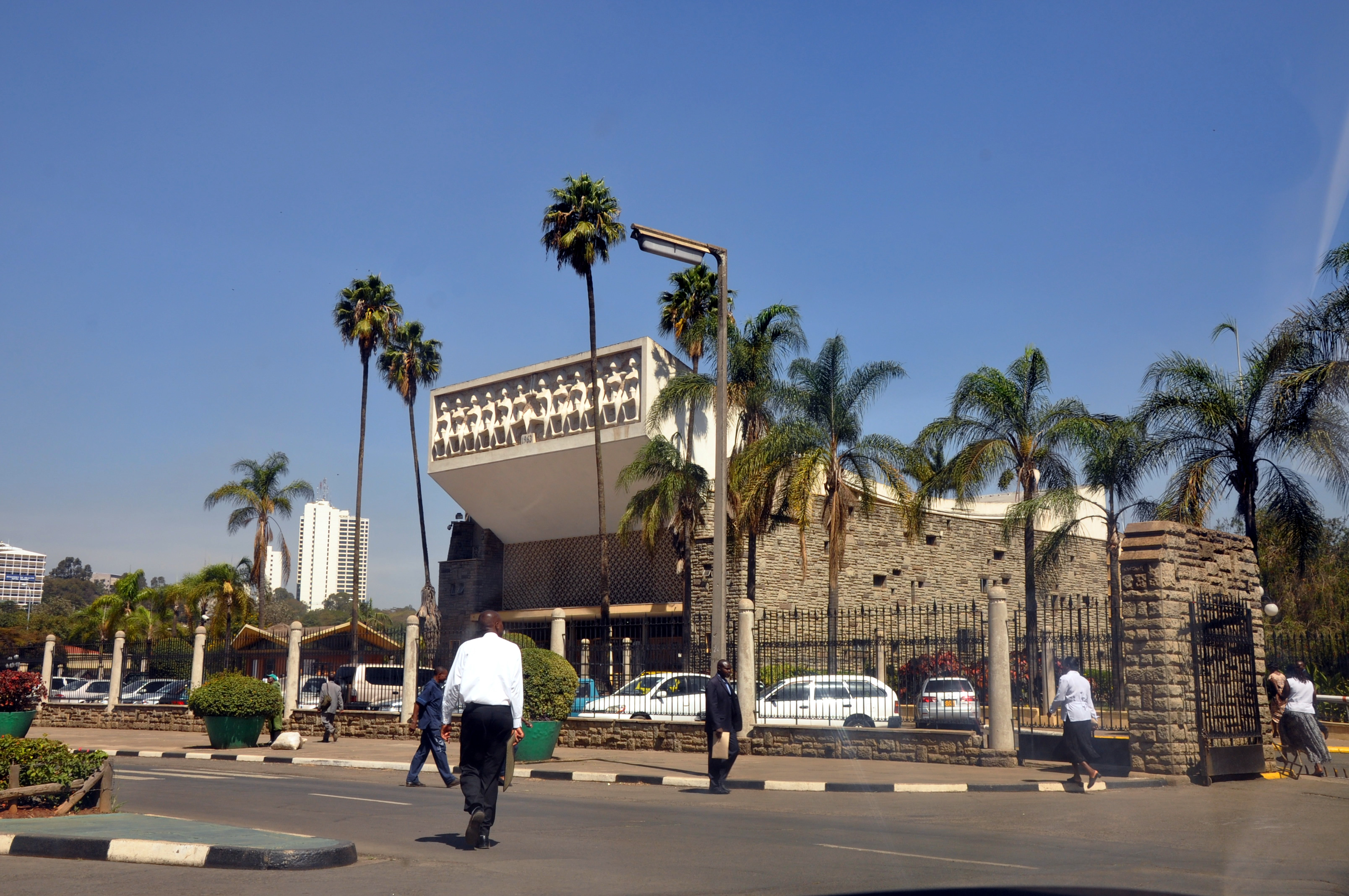
Будівлі парламенту, Найробі

- Комітет зв'язків: керує та координує діяльність, політику та мандати всіх комітетів.
- Комітет з відбору: висуває членів членів комітетів.
- Комітет громадського харчування та здоров'я.

Постійні комісії
- Комітет з питань призначення: За відсутності спікера Комітет обирає особу з числа своїх членів, щоб вести засідання.
- Комітет з державних рахунків: відповідальний за перевірку рахунків, на яких відображаються суми, проголосовані Палатою для покриття державних витрат та таких інших рахунків.
- Комітет державних інвестицій: вивчає звіти та рахунки державного бюджету.
- Комітет з питань бюджету та асигнувань: досліджує, розслідує та звітує про всі питання, пов'язані з координацією, контролем та моніторингом державного бюджету; вивчає Звіт про бюджетну політику; розглядає законопроєкти, пов'язані з державним бюджетом
- Комітет з питань імплементації: відповідає за ретельний аналіз резолюцій Палати (включаючи прийняті доповіді комітету), петиції та зобов'язання, надані Національною виконавчою владою
- Комітет з делегованого законодавства: делегати щодо статутних документів, що подаються на Асамблею
- Комітет з питань регіональної інтеграції: вивчить записи всіх відповідних дебатів та резолюцій засідань законодавчої асамблеї Східної Африки; вивчає та вивчає будь-які інші питання, що стосуються регіональної інтеграції, що, як правило, вимагає дій Палати

Відомчі комітети:
- Комітет оборони та зовнішніх зв'язків: оборона, розвідка, дипломатичні та консульські служби, державні кордони, міжнародні відносини, угоди, договори та конвенції
- Адміністрація та Комітет національної безпеки: національна безпека, поліцейські служби, внутрішні справи, державне управління, державна служба, в'язниці, імміграція та управління стихійними лихами, розпорядження громадськими службами.
- Комітет з питань сільського господарства, тваринництва та кооперативів: сільське господарство, тваринництво, зрошення, розвиток рибного господарства, розвиток кооперативів, виробництво та маркетинг
- Комітет з навколишнього середовища та природних ресурсів: питання, що стосуються змін клімату, управління та збереження навколишнього середовища, лісового господарства, управління водними ресурсами, дикої природи, видобутку та природних ресурсів, забруднення та управління відходами
- Комітет з питань освіти, досліджень та технологій: освіта, навчання, науково-технічний прогрес
- Комітет з питань енергетики, зв'язку та інформації: розробка, виробництво, підтримка та регулювання енергетики, зв'язку, інформації, радіомовлення та технологій інформаційних комунікацій (ІКТ)
- Комітет з питань фінансів, планування та торгівлі: державні фінанси, грошово-кредитна політика, державний борг, фінансові установи, інвестиційна та дивідендна політика, цінова політика, банківська справа, страхування, населення, політика доходів, планування, національний розвиток, торгівля, просування та управління туризмом, торгівля та промисловість
- Комітет з охорони здоров'я: питання, пов'язані зі здоров'ям, медичною допомогою та медичним страхуванням
- Комітет з питань правосуддя та правових питань: конституційні справи, здійснення права та правосуддя, включаючи судоустрій, державне переслідування, вибори, етика, доброчесність та антикорупція та права людини
- Комітет з питань праці та соціального захисту населення: трудові відносини, профспілкові відносини, планування робочої сили чи людських ресурсів, гендер, культура та соціальне забезпечення, молодь, Національна служба молоді у справах дітей; національна спадщина, ставки, лотереї та спорт
- Помісний комітет: питання, пов'язані із землями та поселеннями
- Комітет транспорту, громадських робіт та житлового господарства: транспорт, дороги, громадські роботи, будівництво та обслуговування доріг, залізниці та вокзалів, повітряного флоту, морських портів та вокзалів.

Інші комітети :
- Комітет з питань розвитку виборчих округів
- Комітет з нагляду за виконанням Конституції
- Пенсійний комітет
- Комітет з питань національної згуртованості та рівних можливостей
- Комітет парламентського радіомовлення та бібліотеки

## Коаліція після виборів 2013 року
Див. також, Вибори до Національної Асамблеї Кенії, 2013 рік . Список поточних членів див. 12-й парламент Кенії
До виборів 2013 року Ювілейний альянс складався з Національного альянсу, Об'єднаної республіканської партії та Національної коаліції веселки. Після оприлюднення результатів були укладені післявиборчі угоди з Новим Фондом Кенії, Партією альянсу Кенії, Чама Ча Узалендо, Народно-демократичною партією, Форд Люди, Кенійським національним союзом та Об'єднаним демократичним форумом. Звіти свідчать, що два незалежних, NARC-Кенія та один член Федеральної партії Кенії також погодилися працювати з Ювілейною коаліцією.
(Члени парламенту між 2013 та 2017 роками)
| Коаліція     | Партія      | Виборчий округ Представники | Жінки Представники | Висунуті Представники | Всього |
| ------------ | ----------- | --------------------------- | ------------------ | --------------------- | ------ |
| Ювілейна     | TNA         | 72                          | 14                 | 3                     | 89     |
| Ювілейна     | URP         | 62                          | 10                 | 3                     | 75     |
| Ювілейна     | UDF         | 11                          | –                  | 1                     | 12     |
| Ювілейна     | KANU        | 6                           | –                  | –                     | 6      |
| Ювілейна     | NFK         | 4                           | 2                  | –                     | 6      |
| Ювілейна     | APK         | 5                           | –                  | –                     | 5      |
| Ювілейна     | FORD-P      | 4                           | –                  | –                     | 4      |
| Ювілейна     | NARC        | 3                           | –                  | –                     | 3      |
| Ювілейна     | CCU         | 2                           | –                  | –                     | 2      |
| Ювілейна     | Independent | 2                           | –                  | –                     | 2      |
| Ювілейна     | FPK         | 1                           | –                  | –                     | 1      |
| Ювілейна     | NARC-Kenya  | 1                           | –                  | –                     | 1      |
| Ювілейна     | PDP         | 1                           | –                  | –                     | 1      |
| Ювілейна     | Разом       | 174                         | 26                 | 7                     | 207    |
| CORD         | ODM         | 78                          | 15                 | 3                     | 96     |
| CORD         | WDM-K       | 18                          | 6                  | 1                     | 25     |
| CORD         | FORD-KENYA  | 9                           | –                  | 1                     | 10     |
| CORD         | FPK         | 2                           | –                  | –                     | 2      |
| CORD         | KADU-ASIL   | 1                           | –                  | –                     | 1      |
| CORD         | MP          | 1                           | –                  | –                     | 1      |
| CORD         | TIP         | 1                           | –                  | –                     | 1      |
| CORD         | Total       | 110                         | 21                 | 5                     | 136    |
| Eagle        | KNC         | 2                           | –                  | –                     | 2      |
| Eagle        | Разом       | 2                           | 0                  | 0                     | 2      |
| Unaffiliated | Independent | 1                           | –                  | –                     | 1      |
| Unaffiliated | MDP         | 1                           | –                  | –                     | 1      |
| Unaffiliated | Разом       | 2                           | 0                  | 0                     | 2      |
| Вакантно     | Вакантно    | 2                           | 0                  | 0                     | 2      |
| Разом        | Разом       | 290                         | 47                 | 12                    | 349    |